# 조쉬 마이어스

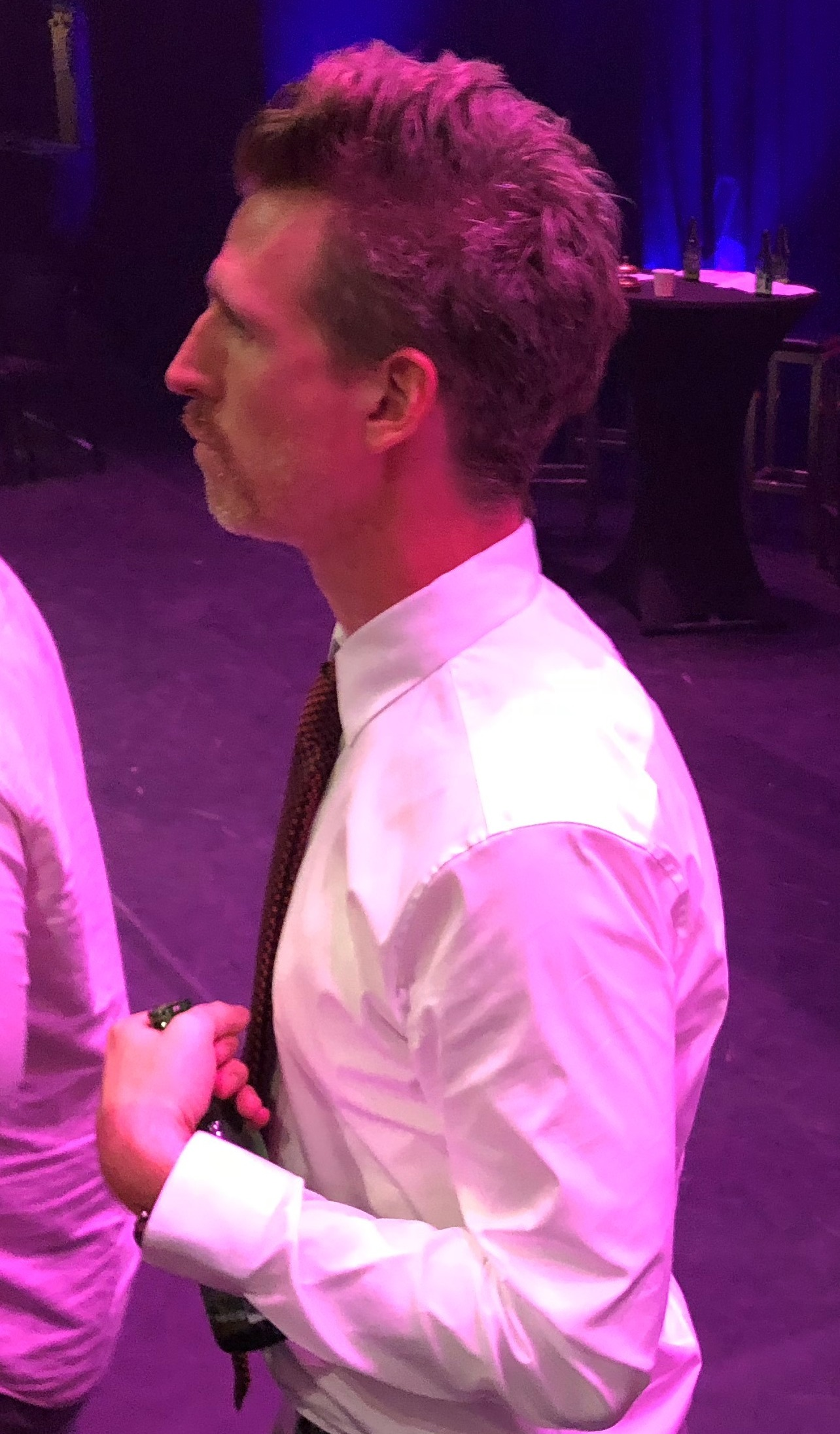
2018년 모습

조시 마이어스(Josh Meyers, 1976년 1월 8일 ~ )는 미국의 배우, 희극인이다. 세스 마이어스의 동생이다.

## 출연 작품

### 영화
- 스냅샷 (2002, Snapshots)
- 데이트 영화 (2006)
- 컬리지 로드 트립 (2008)
- 브루노 (2009)
- 하우 투 메이크 러브 투 어 우먼 (2010, How to Make Love to a Woman)
- 사랑과 영혼 2016 (2013, Straight A's)
- Inventing Adam (2013) - 애덤 역
- 피위의 빅 홀리데이 (2016)

### 텔레비전
- 요절복통 70 쇼 (2005-06) - 랜디 퍼슨 역
- 레드 옥스 (2014-17, Red Oaks)